# سهره دونواره
سهره دونواره (نام علمی: Stizoptera bichenovii) یک سهره ریز است که در ساوانای خشک، مراتع خشک استوایی (دشت) و زیستگاه‌های بوته‌زار در شمال و شرق استرالیا یافت می‌شود. گاهی به آن سهره بیچنوی یا سهره جغدی نیز گفته می‌شود که مورد دوم به دلیل حلقه پرهای تیره دور چهره است.